# فیروزآباد (ری)
فیروزآباد (ری)، یک روستا از توابع بخش قلعه نو  شهرستان ری در استان تهران ایران است.
آستان مقدس امامزاده شعیب دراین روستا واقع شده است. همچنین این روستا زادگاه سید رضا فیروزآبادی روحانی و سیاستمدار سرشناس ایرانی می‌باشد. بر اساس تحقیقات محققان مقبره زکریا رازی دانشمند بزرگ ایرانی نیز در این روستا قرار دارد .
مسجد جامع امام حسین (ع) قدیمی ترین مسجد این روستاست.

## جمعیت
این روستا براساس سرشماری مرکز آمار ایران در سال ۱۳۹۵، جمعیت آن ۸۷۵۶ نفر (۲۵۱۰خانوار) بوده‌است.